# G4 EA H1N1
G4 EA H1N1는 2020년 6월 중국에서 발견된 신종 인플루엔자 바이러스이다.

## 개요
이 바이러스는 팬데믹 가능성이 있다고 한다. 신종 바이러스이기 때문에 사람들은 면역력이 거의 존재하지 않는다고 한다.

## 같이 보기
- H1N1
- 돼지 인플루엔자
- 2009년 인플루엔자 범유행